# Eso no va a suceder
«Eso no va a suceder» es una canción escrita e interpretada por el dúo estadounidense Ha*Ash. Se lanzó el 8 de agosto de 2018 como el tercer sencillo de su quinto álbum de estudio 30 de febrero. La pista fue escrita por Ashley Grace, Hanna Nicole y Edgar Barrera.
Logró la primera posición en iTunes México y en las listas del país Español Airplay de Billboard. El tema alcanzó el primer lugar de lo más escuchado en las radios nacionales de México. El 11 de noviembre de 2018, el tema recibió el disco de platino más oro en México, entregado por AMPROFON. Al año siguiente, se certificó con disco de platino.

## Antecedentes y composición
«Eso no va a suceder» es una canción compuesta por Hanna Nicole y Ashley Grace con la coautoría Edgar Barrera. El sencillo fue confirmado por el tercer sencillo de la producción 30 de febrero el día 6 de agosto de 2018, a través de las redes sociales del dúo. Fue estrenada el día 8 de agosto de 2018, dos días después de su anuncio.
El tema se basa en dar un mensaje y una oportunidad a las mujeres para pensar mejor sus decisiones con frases como: “Es mejor estar sola que vivir con mentiras”. "Cuando el hombre hace algo mal, cree que el anillo a su ex o novia va a arreglar todo y hay muchas mujeres que creen que casándose van a cambiar a un hombre y la verdad que eso no es cierto. Eso no va suceder, es básicamente si no me funcionas de novio no me vas a funcionar de esposo” comento Ashley Grace. Por su parte, Hanna explicó el tema detallando: “Los hombres creen que casarse es una prueba de amor y de arrepentimiento y es todo lo contrario”.

## Recepción
«Eso no va a suceder» alcanzó la posición treinta y cuatro en la lista Latin Pop Songs de Estados Unidos. En México, alcanzó el primer lugar en Mexico Español Airplay, y la sexta posición en México Airplay, ambas de Billboard. En el mismo país, llegó al primer lugar en el Monitor Latino. El 11 de noviembre de 2018, durante la cuarta visita de las hermanas al Auditorio Nacional con la gira 100 años contigo, el tema fue certificado por AMPROFON con disco de oro. Al año siguiente, se certificó con disco de platino.

## Vídeo musical
En 28 de noviembre de 2017, se lanzó el video lyric musical de la pista, donde las hermanas están vestidas de novia, algunas escenas muestran un vestido blanco ardiendo, a su vez a Ashley cortando un vestido y a Hanna rompiendo un pastel de bodas. El vídeo fue llevado a cabo por el director Diego Álvarez. A octubre de 2019 cuenta con 55 millones de reproducciones en Youtube.
El 8 de agosto de 2018 se estrenó el vídeo oficial del tema, con un mensaje de empoderamiento de la mujer. El vídeo que tiene como protagonistas a las hermanas junto a Natalia Téllez, Renata Notni, Melina Figueroa y a Dhasia Wezka. Durante todo el vídeo se ve al dúo arruinando e interrumpiendo fiestas de bodas con el propósito de transmitir la idea de que una mujer no se necesita de un hombre para ser feliz, por lo que Hanna y Ashley les dan oportunidad a las mujeres para pensar mejor sus decisiones. El rodaje de este tercer sencillo del álbum se llevó a cabo bajo la dirección de Emiliano Castro y la participación del director de fotografía Ernesto Lomeli. A octubre de 2019, el vídeo oficial cuenta con 90 millones de reproducciones.
El 28 de septiembre de 2018 el dúo lanza un nuevo vídeo de la canción, esta vez interpretada de forma acústica. El clip muestra una escena totalmente íntima, donde aparecen las hermanas sobre un escenario a media luz interpretando la canción tan solo con instrumentos, Hanna tocando la guitarra, el pandero y el bombo, mientras que Ashley tocando la melódica.

## Presentaciones en vivo
La pista «Eso no va a suceder» fue presentada por primera vez, en su versión acústica junto a las canciones «100 años» y «No pasa nada» el día 30 de noviembre de 2017, a un día del lanzamiento oficial del álbum 30 de febrero, donde además recibieron el disco cuádruple de platino más oro por su anterior disco Primera fila: Hecho realidad. La pista ha formado parte de la mayoría de los concierto de la gira 100 años contigo. Siendo solamente excluida en la presentación del dúo en el Festival de Viña del Mar.
El 5 de septiembre las hermanas presentaron la pista en una versión acústica en el programa Hoy de México, donde Hanna tocaba la guitarra, el bombo, y el pandero a la vez y por primera vez se vio a Ashley tocando la melódica, además se les hizo entrega del disco de oro por su anterior sencillo «No pasa nada». El día 7 de noviembre de 2018 las cantantes presentaron el tema en el aniversario número veinticinco de Telehit.

## Otras versiones
El 28 de septiembre de 2018 se estrenó una nueva versión del tema, esta vez de forma acústica con una duración de 3:34.
Descarga digital

| N.º | Título                                            | Escritor(es)                                | Director(es)                 | Duración |  |
| 1.  | «Eso no va a suceder» (versión acústica - single) | Ashley Grace · Hanna Nicole · Edgar Barrera | Hanna · Barrera · Joe London | 3:34     |  |

## Créditos y personal
Créditos adaptados de las notas del álbum.

### Grabación y gestión
- Grabado en Heiga Studios & Hit23 (Miami, Florida, Estados Unidos)
- Masterizado en The Lodge
- Publicado por Sony Music Entertainment México, S.A. De C.V. en 2017.
- Administrado por Sony / ATV Discos Music Publishing LLC / Westwood Publishing

### Personal
- Ashley Grace: voz
- Hanna Nicole: voz, coproducción
- George Noriega: supervisión musical
- Edgar Barrera: ukelele, teclados, guitarra, bajo, producción, ingeniería de grabación, programación
- Joe London: ukelele, teclados, guitarra, bajo, producción, ingeniería de grabación, programación
- Emily Lazar: ingeniería de masterización
- Adrián Morales: asistente de ingeniería
- Jean Rodríguez: dirección vocal, ingeniería vocal, ingeniería de grabación
- Luis Barrera Jr: mezcla

## Posicionamiento en listas
| Listas (2018)                       | Mejor posición |
| ----------------------------------- | -------------- |
| Estados Unidos (Latin Pop Songs)    | 34             |
| México (Mexico Airplay)             | 6              |
| México (Mexico Español Airplay)     | 1              |
| México (Monitor Latino)             | 1              |
| México Top tocadas (Monitor Latino) | 4              |

| Listas (2018)                       | Mejor posición |
| ----------------------------------- | -------------- |
| Costa Rica (Monitor Latino)         | 95             |
| México Top 100 (Monitor Latino)     | 17             |
| México Top tocadas (Monitor Latino) | 38             |
| Uruguay (Monitor Latino)            | 100            |

| Listas (2019)               | Mejor posición |
| --------------------------- | -------------- |
| Costa Rica (Monitor Latino) | 90             |

## Certificaciones
| País (organismo certificador) | Certificación | Unidades certificadas |
| ----------------------------- | ------------- | --------------------- |
| México (AMPROFON)             | Platino + Oro | 90 000                |